# Olibrus jelineki
Olibrus jelineki is een keversoort uit de familie glanzende bloemkevers (Phalacridae). De wetenschappelijke naam van de soort werd in 1999 gepubliceerd door Švec & Ponel.